# Classe Cleveland
Gli incrociatori leggeri classe Cleveland furono unità della US Navy dalle eccellenti doti complessive, forse le migliori nella loro categoria, che hanno servito in tutte le principali battaglie della seconda guerra mondiale e sono rimaste a lungo in servizio anche nel dopoguerra.
Le unità ordinate furono 39, ma solo 27 furono quelle costruite. Delle rimanenti unità ne vennero cancellate tre, mentre nove durante la fase di costruzione vennero riconvertite e completate come portaerei leggere e costituirono la Classe Independence.

## Seconda guerra mondiale
Nel corso della battaglia del golfo di Leyte, il 25 ottobre 1944 una portaerei della classe Independence, la USS Princeton, venne colpita da due ordigni di un bombardiere D4Y, e il destino volle che esplodesse mentre era affiancata da un incrociatore classe Cleveland, il Birmingham che si prodigò nei soccorsi. Nell'esplosione persero la vita 108 membri dell'equipaggio della portaerei di cui 10 ufficiali mentre 1361 furono quelli recuperati. Il Birmingham ebbe 85 morti e 300 feriti e subì pesanti danneggiamenti, perdendo una torre binata da 127/38mm una torretta antiaerea da 40/56mm ed una mitragliera da 20mm antiaerea. Delle altre unità che scortavano la Princeton vennero danneggiati due cacciatorpediniere classe Fletcher e un incrociatore classe Atlanta.

## Riconversione in incrociatori lanciamissili
Nel 1957 6 unità vennero convertite in incrociatori lanciamissili, di cui tre costituirono la Classe Galveston e tre la classe Providence. Tra le unità che vennero riconvertite l'incrociatore USS Galveston entrò in servizio solamente dopo i lavori di trasformazione, in quanto la sua costruzione era stata interrotta quando era in avanzato stato di allestimento e prossimo alla consegna

## Classe Galveston
Le unità che costituirono la classe Galveston vennero dotate di un sistema missilistico binato Talos. L'incrociatore USS Galveston, unità capoclasse, non aveva completato l'allestimento quando era prossimo ormai alla consegna ed entrò così in servizio dopo il suo riallestimento come unità missilistica. Queste unità vennero dismesse negli anni settanta e radiate tra il 1973 e il 1979. Tra le unità riconvertite l'incrociatore USS Little Rock che dopo essere stato posto in disarmo si trova ancorato a Buffalo come nave museo, mentre l'incrociatore USS Oklahoma City che fu l'ultimo della classe ad essere dismesso, è stato usato come bersaglio navale ed affondato nel 1999 nel corso dell'esercitazione internazionale RIMPAC.

## Classe Providence

L'USS Topeka era uno degli incrociatori classe Providence. Trieste, 1967.

Le unità che costituirono la Classe Providence vennero dotate di un sistema missilistico binato Terrier. Queste unità vennero dismesse tra il 1969 e il 1974 e radiate tra il 1973 e il 1980.